# Guri-Stausee
Der Guri-Stausee (span.: Represa Raúl Leoni de Guri oder Embalse de Guri) ist ein 4.250 km² großer Stausee im venezolanischen Bundesstaat Bolívar.
Er entstand durch den Bau der Talsperre von Guri, deren Staudamm ca. 130 km südöstlich von Ciudad Bolívar und 90 km südwestlich von Ciudad Guayana entfernt liegt und den Fluss Río Caroní ca. 90 km oberhalb seiner Mündung in den Orinoco aufstaut. Neben der Stromerzeugung dient die Talsperre auch dem Hochwasserschutz.

## Stausee
Der Stausee ist ca. 130 km lang und bis zu ca. 70 km breit; seine Tiefe beträgt im Maximum 170 m, im Mittel 30 m. Mit seiner Oberfläche von 4.250 km2 und seinem Volumen von 138 km³ gehört er zu den größten Stauseen der Erde.
Der See ist sehr fischreich und deswegen ein Paradies für Sportangler, die vor allem den Pavón fischen, eine Buntbarschart aus der Gattung Cichla. Es gibt auch viele andere Nutzungsmöglichkeiten zur Freizeitgestaltung.

## Bauwerke
Von 1963 bis 1969 wurde ein 106 m hoher und 690 m langer Erd- und Felsschüttdamm erbaut, mit dem ein Stauziel von 215 müNN verwirklicht wurde. Das zugehörige Wasserkraftwerk hatte eine installierte Leistung von 1.750 MW. Nach einer Leistungssteigerung betrug der Wert im Jahr 1978 knapp über 2 GW, erbracht von zehn Turbineneinheiten.
Um der gestiegenen Energienachfrage Rechnung zu tragen, wurde in einer zweiten Bauphase ab 1976 der Damm auf 7.426 m (nach anderen Angaben 11.409 m) verlängert und auf 162 m erhöht. Damit vergrößerte sich der See und erreichte ein Stauziel von 272 müNN. Bei den Bauarbeiten wurde ein Teil des Damms mit einer 1,3 km langen Gewichtsstaumauer aus Beton versehen und ein zweiter Entlastungskanal entstand. Außerdem wurde ein zweites Maschinenhaus errichtet, in dem weitere zehn Turbinen mit einer Leistung von je 630 MW installiert wurden.
Es gibt drei Hochwasserentlastungen, die besonders in der Regenzeit von Mai bis Oktober erforderlich sind, um die enormen zufließenden Wassermengen von bis zu 25.500 m³/s abzuführen.

## Stromerzeugung
Mit seiner Leistung von bis zu 8,85 GW und einer jährlichen Produktion von rund 40 TWh Strom gehört das Kraftwerk am Guri-Damm zu den größten Wasserkraftwerken der Erde. Rein rechnerisch deckt es allein mehr als ein Drittel des nationalen Stromverbrauchs. Tatsächlich wird jedoch ein Teil des erzeugten Stroms nach Kolumbien und Brasilien exportiert.
Im März 2019 geriet der Stausee durch einen viertägigen Blackout in Venezuela in die internationalen Schlagzeilen. Als Ursache wurde die Überlastung des Netzes genannt sowie die unfachmännische Verwaltung; nicht nur die Techniker hätten die Staatsfirma Corpoelec und das Land in großer Anzahl verlassen, auch die Führung sei durch Loyalisten ersetzt worden. Techniker, welche schon im Mai 2018 vor einem solchen Blackout gewarnt hatten, waren verhaftet worden. Schon vor dem Blackout waren nur noch 11 der 20 Turbinen in Betrieb gewesen. Aussagen von Mitarbeitern zufolge waren Unterhaltsarbeiten seit Jahren im Rückstand und die häufigen Teil-Stromausfälle, welche schon zuvor verbreitet waren, belasteten die technischen Installationen stark. Nur das zweite Werk, Guri II, war im Jahr 2012 durch die Firma Andritz umfassend erneuert worden. Von den thermoelektrischen Anlagen von Corpoelec, die von 2004 bis 2014 angeschafft worden waren und das Netz hätten stützen sollen, waren 50 Prozent nicht betriebsfähig.

## Namen
Das Wasserkraftwerk erhielt seinen heutigen Namen Central Hidroeléctrica Simón Bolívar im Jahr 2006 aufgrund eines Dekrets von Präsident Hugo Chávez. In den Jahren von 1974 bis 2006 trug das Kraftwerk den Namen Central Hidroeléctrica Raúl Leoni, nach dem ehemaligen venezolanischen Präsidenten.

Guri-Wasserkraftwerk
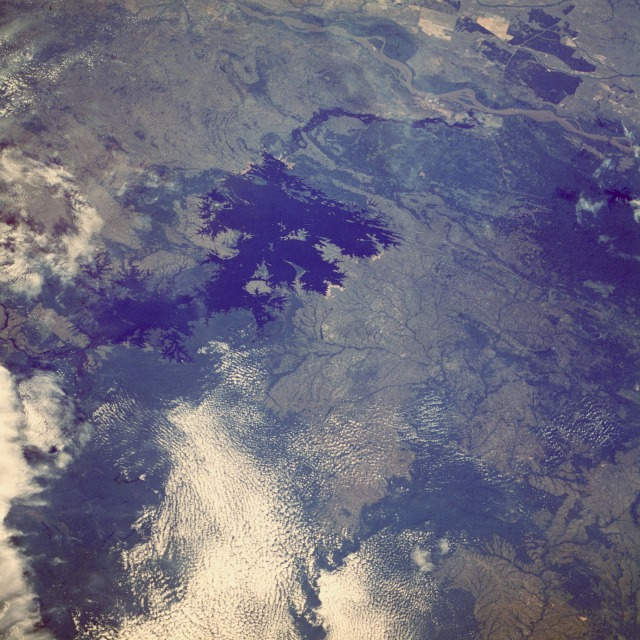
Satellitenbild des Stausees
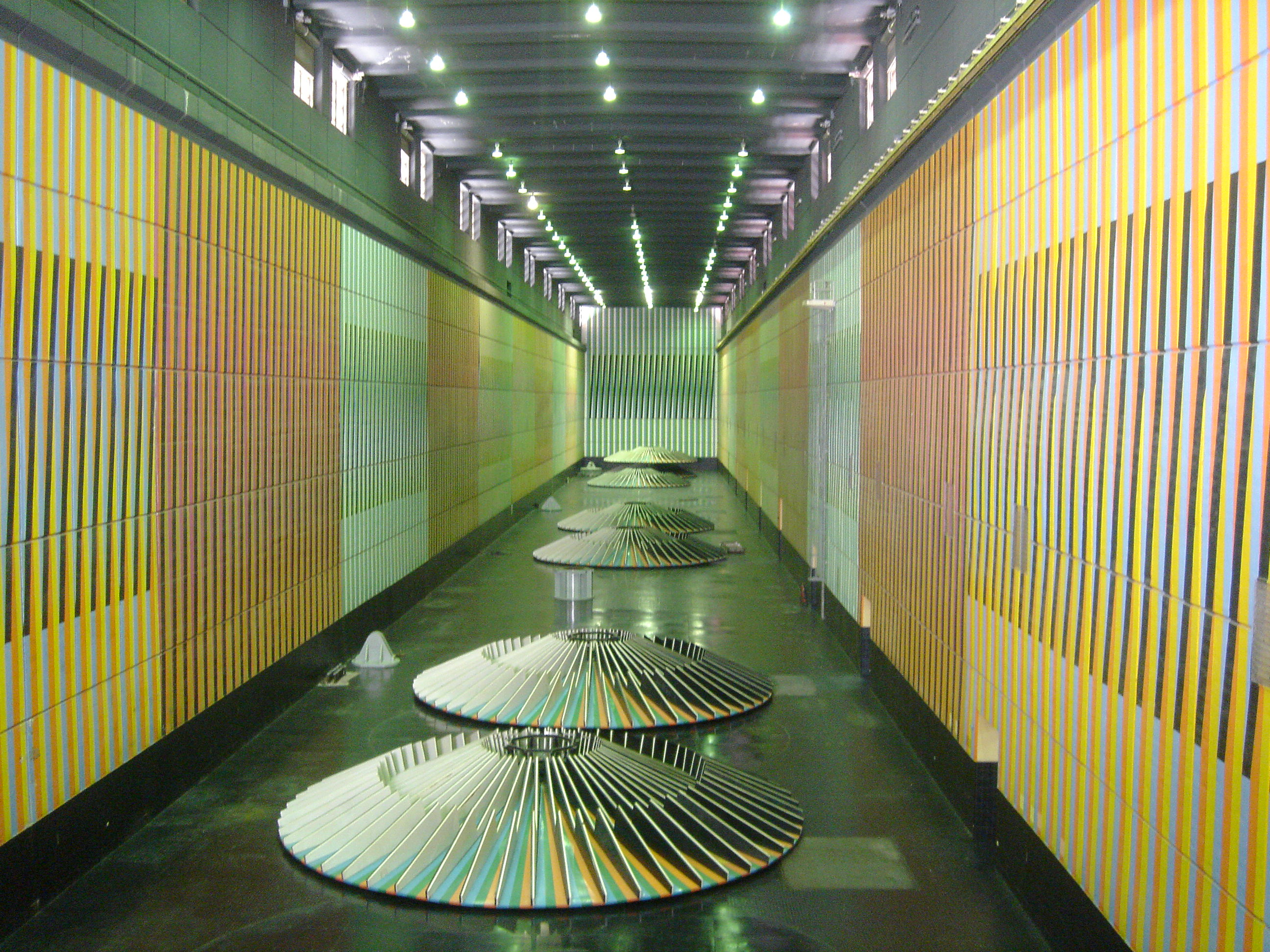
Kunstvoll gestalteter Turbinenraum
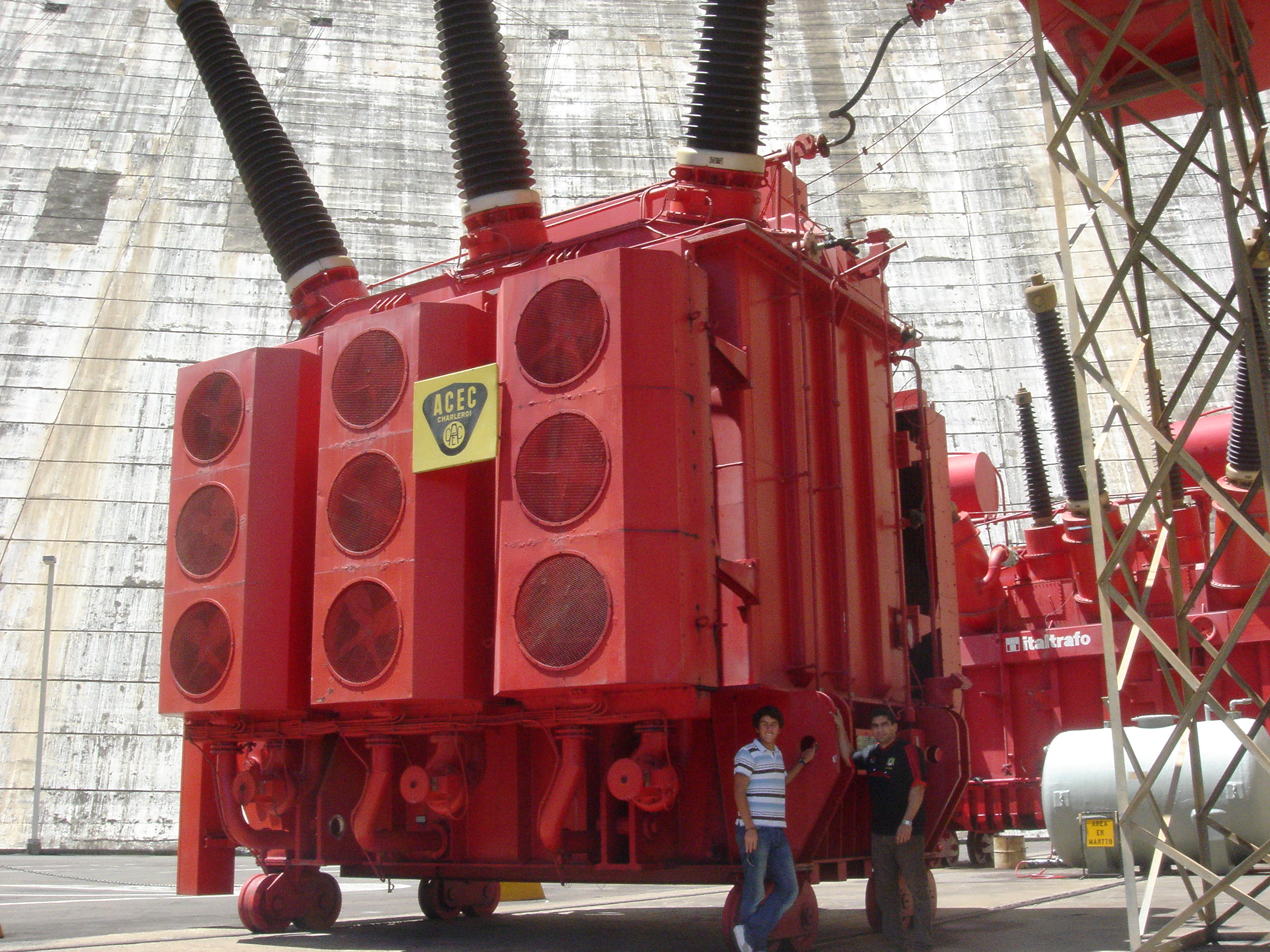
Maschinentransformator am Kraftwerksgelände